# しもだてアパートメント
しもだてアパートメント（英：Shimodate Apartment）は茨城県筑西市甲（下館・大町二丁目）にある複合施設である。

## 概要
- 1967年（昭和42年） - 海産乾物問屋・大忠商店（だいちゅうしょうてん）の社屋兼住宅として竣工。
- 2009年（平成21年） - 年4回の定期市企画・しもだてマルシェがスタート。以降会場として継続使用される。
- 2012年（平成24年） - 施設名が「しもだてアパートメント」となる。

## 設備
- 1階
  - イベントスペース兼ギャラリー（収容人数：約50人） - キッチン付き。ギャラリーの他、小規模ライブ等も行われる。
  - トンネルスペース - 正面入口から駐車場兼バックヤードへのアクセス部分。
    - その他、企業の事務所が入居している。
- 2階
  - 住居スペース - 賃貸物件。
  - 宴会場 - 和室。二室が続き間になっている。
  - バルコニー - 露天ライブなどが行われる。
  - キッチン
- 屋外
  - 井戸 - 建物裏に所在。
  - 駐車場兼バックヤード - 駐車スペースとして使われるほか、屋外イベント会場としても使われる。